# 新市一路站
新市一路站位於新北市淡水區淡金路（台2線）及新市一路三段交叉口，是淡海輕軌綠山線的車站。

## 車站構造

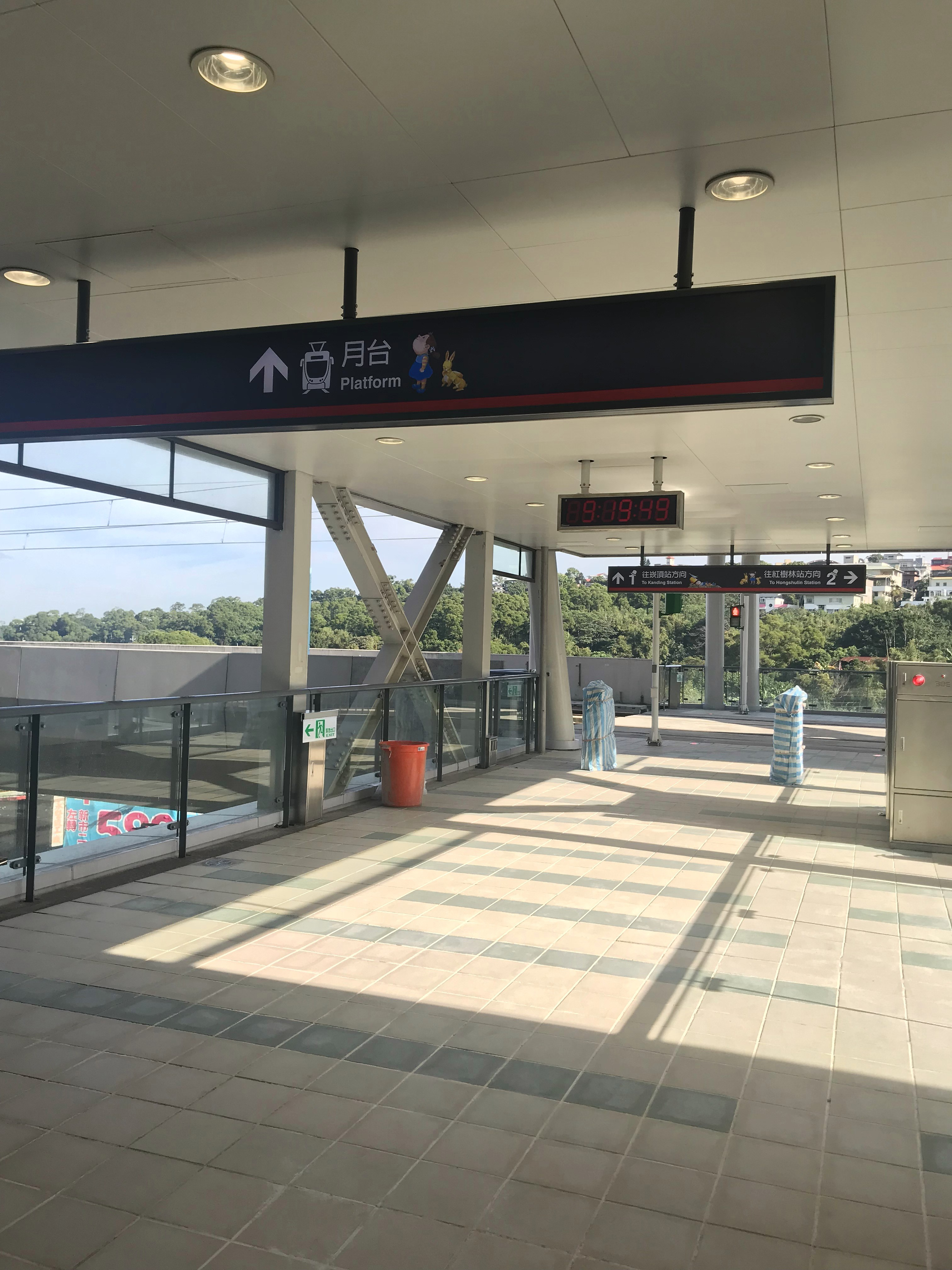
淡海輕軌新市一路站連通道

- 側式月台兩座

### 月台配置
| 地上 二樓 | 側式月台，右側開門 | 側式月台，右側開門                                        |
| 地上 二樓 | 一月台             | ← 淡海輕軌 往崁頂／淡水漁人碼頭方向（V07 淡水行政中心站） |
| 地上 二樓 | 二月台             | 淡海輕軌 往紅樹林方向（V05 淡金北新站）→                  |
| 地上 二樓 | 側式月台，右側開門 |                                                           |
| 地面      | 出入口             | 電扶梯、殘障電梯                                          |

## 歷史
- 2014年8月動工
- 2018年12月23日啟用

## 利用狀況
| 年   | 年間    | 年間    | 年間     | 年間     | 1日平均 | 1日平均 |
| 年   | 上車    | 下車    | 上下車計 | 來源     | 上車    | 上下車  |
| ---- | ------- | ------- | -------- | -------- | ------- | ------- |
| 2018 | 沒資料  | 沒資料  | 沒資料   | [ 註 1 ] | 沒資料  | 沒資料  |
| 2019 | 125,000 | 198,000 | 323,000  | [ 註 2 ] | 374     | 967     |

## 車站周邊
- 麥當勞淡水新市旗艦店
- 新北市公共自行車租賃系統
  - 輕軌新市一路站
- 淡水區第八公墓

## 公車資訊
| 編號 | 經營業者 | 區間                     | 備註 |
| ---- | -------- | ------------------------ | ---- |
| 821  | 中興巴士 | 三芝－天文科學館         |      |
| 861  | 淡水客運 | 馬偕醫學院－捷運淡水站   |      |
| 864  | 淡水客運 | 三芝－捷運劍潭站         |      |
| 879  | 淡水客運 | 馬偕醫學院－關渡         |      |
| 882  | 淡水客運 | 馬偕醫學院－捷運紅樹林站 |      |

## 腳註

### 備註
1. ↑  2018年12月24日營運開始，但免費。
2. ↑  108年新北市捷運統計年報（來源：新北捷運公司。2018年12月23日營運開始，2020年2月1日起開始收費，運量從此日開始計334天）[3]

### 來源資料
1. ↑  .   [2018-12-24]. （原始内容存档于2020-06-07）.
2. ↑  李雅雯. . 自由時報電子報. 2015-09-18  [2015-09-17]. （原始内容存档于2020-06-07） （中文（臺灣））.
3. ↑   (PDF). 新北市政府捷運工程局: 44–48. 2020-06-04  [2020-06-06]. （原始内容存档 (PDF)于2020-06-07）.

## 外部連結
- 新北大眾捷運股份有限公司 （页面存档备份，存于）
- 新北市政府捷運工程局 （页面存档备份，存于）